# 藤倉肇
藤倉 肇（ふじくら はじめ、1941年〈昭和16年〉4月7日 - 2016年〈平成28年〉7月3日）は、日本の実業家、政治家。夕張市長（1期）、夕張市議会議員（1期）。北海道夕張市出身。

## 人物

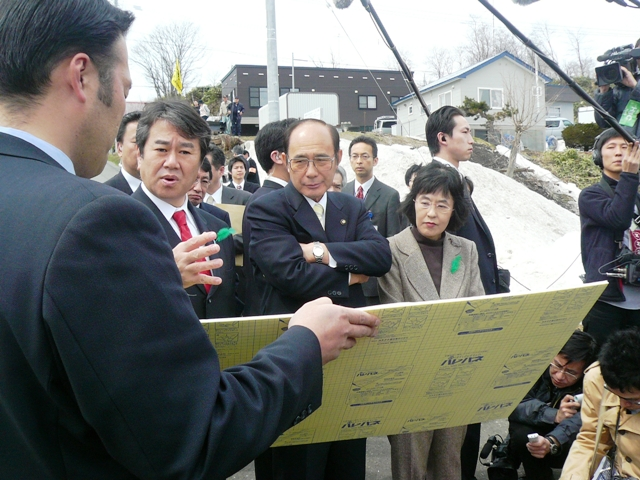
2010年4月17日、原口一博（当時総務大臣）、高橋はるみ（当時北海道知事）らと

### 会社経営
1941年に、夕張市高松二区で生まれる。夕張北高校卒業後、横浜ゴムで働きながら日本大学経済学部二部を卒業。その後、十勝ヨコハマタイヤ・北海道ヨコハマタイヤ販売の2社の社長を務める。特に北海道ヨコハマタイヤ販売社長在任時には、系列販売会社として全国最下位近くだった売上高を在任中にトップにまで引き上げた実績を持つ。前任市長の後藤健二とは高校の同級生である。

### 夕張市長
2007年4月22日実施の北海道夕張市市長選では、連合の支持を受け優勢が伝えられていたものの、羽柴秀吉に追い上げを許しており、危機感を抱いた陣営は、投票日の3日前に、表向きは自主投票であった公明党とその支持母体である創価学会に支援を要請。その結果、342票の僅差で羽柴を破り、当選した。選対幹部曰く「市内で基礎票が1000票と言われる公明票がなければ、負けていた」。市長選は、財政再建団体に転落した影響などから、現職の後藤健二が再選出馬しなかったため、候補者が乱立して混戦模様となった。法定得票数である有効投票総数の4分の1を獲得できず再選挙となる可能性が指摘されていたこともあり、財政の厳しい夕張市で再選挙を行うのは厳しく、藤倉の当選に安堵が広がった。
夕張市の財政破綻を原因に市立病院から公設民営化し、たった一人の医師が全ての医療サービスを賄う市立診療所において、救急患者の受け入れを断った事例について医師を名指しで批判するなど、医療問題に強い関心を持っている。
2011年4月24日に行われる夕張市長選挙には立候補はせず、同日に行われる市議選に立候補することを表明。2011年4月17日、夕張市議選への立候補に伴い、公職選挙法第90条により同日付で夕張市長職を失職。同月24日に行われた夕張市議選で当選した。2015年4月、市議会議員任期満了により政界引退。
2016年7月3日、膵臓がんのため、札幌市西区の病院で死去。75歳没。旭日単光章、従五位を追叙された。